# 皇家繪畫與雕塑學院
皇家繪畫與雕塑學院（法語：Académie royale de peinture et de sculpture，發音：[akademi ʁwajal də pɛ̃tyʁ e də skyltyʁ]）是法國最主要的藝術機構，1648年成立於法國巴黎，直到1793年法國大革命期間被廢除。大多數重要的畫家和雕塑家都加入皇家繪畫與雕塑學院。皇家繪畫與雕塑學院幾乎完全控制教學和展覽，並在皇家委員會中為其成員提供優先權。

## 歷史
1640年代，法國藝術生活仍然基於中世紀的行會體系，例如聖呂克學院，它嚴格控制著藝術家和工匠的職業生活。一些藝術家設法獲得了豁免，但這些都是基於偏袒角度。
鑑於巴黎行會對畫家和雕塑家施加越來越大的壓力，要求他們服從行會控制，年輕但已經非常成功的畫家夏爾·勒布倫構思了一項計劃，將真正的藝術家從純粹工匠的羞辱性影響中解放出來。他讓兩位密友路易·泰斯特兰和亨利·泰斯特兰兄弟效彷佛羅倫斯美術學院和羅馬聖盧卡學院的例子，建立一個獨立的組織，成員資格僅由功績來決定。

## 外部連結
- Issues of L'Académie royale de peinture et de sculpture （页面存档备份，存于） online in Gallica, the digital library of the BnF.

48°51′26″N 2°20′13″E / 48.85722°N 2.33694°E